# Гамзали (Губадлинский район)
Гамзали (азерб. Həmzəli) — село в одноимённом административно-территориальном округе Губадлинского района Азербайджана. Село расположено на берегу реки Акера.

## История
По данным «Свода статистических данных о населении Закавказского края, извлеченных из посемейных списков 1886 года», в селе Дялиляр (Гамзалу) Дялилярского сельского округа Джебраильского уезда Елизаветпольской губернии было 40 дымов и проживало 174 курдов шиитского вероисповедания, все из которых являлись казёнными крестьянами.
В ходе Первой карабахской войны, в 1993 году село было занято армянскими вооружёнными силами, и до ноября 2020 года находилось под контролем непризнанной НКР. Согласно административно-территориальному делению НКР, село находилось в Кашатагском районе и называлось Гетамедж. 9 ноября 2020 года, в ходе вооружённого конфликта, президент Азербайджана объявил об освобождении села Хамзели вооружёнными силами Азербайджана.

## Топонимика
Село также известно под названием Дялиляр-Гамзали. Село было основано выходцами из села Кёрлар-Гамзали (позже объединённого с селом Каракишиляр), от чего и получило своё название.